# Mándy Iván
Mándy Iván (Budapest, 1918. december 23. – Budapest, 1995. október 6.) Kossuth-díjas magyar író, 1999-ben a Digitális Irodalmi Akadémia posztumusz tagjai közé választotta.

## Élete
A Madách Gimnáziumban tanult, de az utolsó osztályból kimaradt, és nem érettségizett le. Első novellája 1937-ben jelent meg a Magyarság című lapban. A második világháború után sporttudósítóként tevékenykedett, majd az Újhold című folyóirathoz csatlakozott.
1949–55 között nem publikálhatott. Ezekben az években „átírásokból” élt: a Magyar Rádiónál dolgozott dramaturgként, mások gyermekhangjátékait javítgatta, és amikor „felkérték”, vidéki filmklubok bevezetőit tartotta, vagy irodalmi előadásokat kórházakban, nőgyűléseken, iskolákban, de akár az állatkertben is.
A Népművészeti Intézet munkatársaként lektori véleményeket írt, kéziratokat javított, szerkesztett. Eltávolítása után, 1954-től szabadfoglalkozású íróvá lett. 1967-ben megnősült. 1989-től a Holmi szerkesztője, 1991-től a budapesti magisztrátus tagja lett, 1992-től a Széchenyi Irodalmi és Művészeti Akadémia elnöki tisztségét vállalta el.

## Prózája

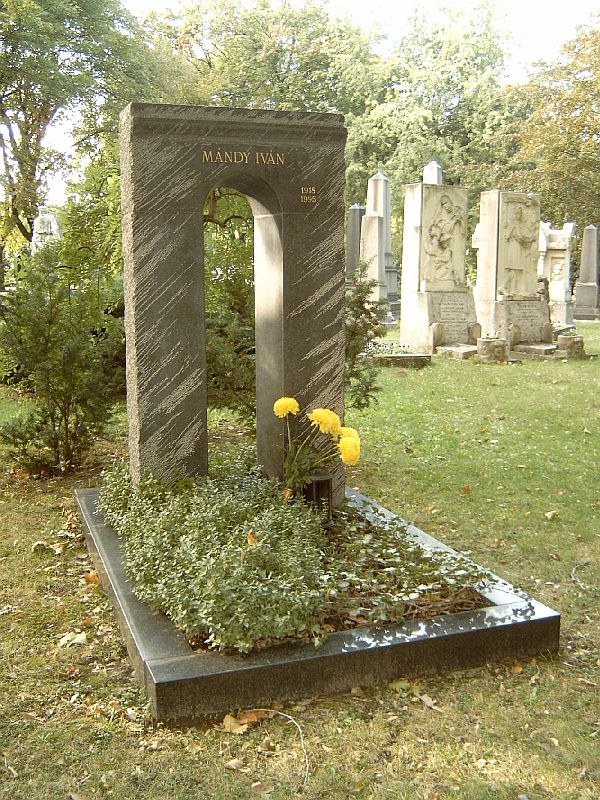
Mándy Iván sírja Budapesten. Kerepesi temető: 34/1-1-39 (Varga Géza Ferenc szobrász műve)

Műveinek világát meghatározta a környezet, amelyben élt: a Teleki és a Mátyás tér környéke, a kisemberek, a lecsúszottak, a társadalom elesettjeinek világa. Első önéletrajzi ihletésű regényeiben (Franciakulcs, 1948; A huszonegyedik utca, 1948) a gyermekkori tapasztalatok, emlékek válnak regénnyé: a lődörgők, a kétes egzisztenciák világa egy kamaszfiú tudatán átszűrve, impresszionista képekben jelenik meg. Ábrázolásmódja mind merészebben szakadt el a közvetlen realitástól a szürreális, illetve az abszurd felé. Az 1950-es és az 1960-as évek regényeiben a jellegzetes figurák új árnyalatokkal gazdagodtak, és mítosszá kerekedtek. A régi mozik, presszók, uszodák, tribünök, futballpályák alkotják a „Mándy-univerzumot”.
Az 1950-es években hallgatásra ítélt író rögzítette a félelem és rettegés éveinek nyomasztó hangulatú mindennapjait (Fabulya feleségei, 1959; Előadók, társszerzők, 1970). Írásaiban nőtt a fantasztikus, irreális mozzanatok és a képzelet szerepe. Gyakran jelenik meg formateremtőként az álom is (Egy ember álma, 1971; Álom a színházról, 1977).
Az 1960-as években az író új tájékozódását jelezték a Vera-novellák, középpontjukban egy fiatal lánnyal, a beatnemzedék jellegzetes képviselőjével (Mi van Verával?, 1970). Az 1970-es évek végétől figyelme a tárgyak, a dolgok felé fordult. Műveiben a modern nagyvárosi ember szorongását, magányát szólaltatta meg. Magányos hőseinek groteszk, mégis hősi küzdelme a valósággal a hűség és a részvét erkölcsi parancsára figyelmeztet.
Gyermekkönyvei is klasszikussá váltak (Csutak-sorozat, 1956–68). A novella megújítója, az idő- és térviszonyokat az elbeszélésben felszabadította a hagyományos ábrázolás kötelmei alól, részben a film módszereit (vágások, áttűnések), részben a lírai ábrázolás eszközeit használta az epikában (képek). A Csutak és a szürke ló című regényt 1959-ben írta, ebből 1961-ben azonos címmel film is készült.

## Művei

### Életében megjelent kötetei
- A csőszház. Kisregény; Egyetemi Ny., Bp., 1943 (Diárium könyvtár)
- Az enyedi diák. Ifjúsági regény; Forrás Ny., Bp., 1944
- Francia kulcs; Új Idők, Bp., 1948 (A világirodalom dekameronja)
- A huszonegyedik utca. Regény; Új Idők, Bp., 1948
- Vendégek a Palackban. Elbeszélések; Új Idők, Bp., 1949
- Műsorfüzet / Ságodi József: Számonkérés / Thury Zoltán–Mándy Iván: Az özvegy javára. Jelenetek az üzemi kulturcsoportok részére; Művelt Nép, Bp., 1952
- Egy festő ifjúsága. Barabás Miklós diákévei; Ifjúsági, Bp., 1955
- Csutak és a többiek. Vígjáték; Népszava, Bp., 1956 (Színjátszók könyvtára)
- Csutak a színre lép. Regény; Móra, Bp., 1957
- Idegen szobák; Magvető, Bp., 1957
- Árusok komédiája; in: Három egyfelvonásos; Bibliotheca, Bp., 1958 (Játékszín)
- Csutak és a szürke ló. Regény; Móra, Bp., 1959
- Fabulya feleségei; Magvető, Bp., 1959 (Magvető kiskönyvtár)
- 'Mélyvíz (musical), 1960
- Csutak a mikrofon előtt. Regény; Móra, Bp., 1961
- A pálya szélén; Magvető, Bp., 1963
- A locsolókocsi; Magvető, Bp., 1965
- Robin Hood. Regény; Móra, Bp., 1965 (Delfin könyvek)
- Az ördög konyhája; Magvető, Bp., 1965
- Séta a ház körül; Magvető, Bp., 1966
- Régi idők mozija; fotógrafika Murányi István; Magvető, Bp., 1967
- Csutak és Gyáva Dezső. Regény; Móra, Bp., 1968
- Egyérintő. Válogatott novellák; Magvető, Bp., 1969
- Mi van Verával?; Magvető, Bp., 1970
- Előadók, társszerzők. 1950–52; Magvető, Bp., 1970
- Egy ember álma; Magvető, Bp., 1971
- Mi az, öreg?; Magvető, Bp., 1972
- Tribünök árnyéka; Magvető, Bp., 1974 (Magvető zsebkönyvtár)
- Fél hat felé; Magvető, Bp., 1974
- Zsámboky mozija. A családtag; Magvető, Bp., 1975
- Álom a színházról; Magvető, Bp., 1977
- Lány az uszodából; Magvető–Szépirodalmi, Bp., 1977 (30 év)
- Arnold, a bálnavadász; Móra, Bp., 1977
- A trafik; Magvető, Bp., 1979 (Rakéta regénytár)
- Szabadíts meg a gonosztól. Mándy Iván és Sándor Pál filmje; szerk. Hámori András; Magvető, Bp., 1980 (Ötlettől a filmig)
- A bútorok; Magvető, Bp., 1980 (Rakéta regénytár)
- Tájak, az én tájaim; Magvető, Bp., 1981
- Ha köztünk vagy, Holman Endre. Hangjátékok; Magvető, Bp., 1981
- A villamos; Magvető, Bp., 1981 (Rakéta regénytár) ISBN 963 271 390 7
- Átkelés; Magvető, Bp., 1983
- Mit akarhat egy író?; vál., utószó Lengyel Balázs; Móra, Bp., 1983 (Diákkönyvtár)
- Strandok, uszodák; Magvető, Bp., 1984 (Rakéta regénytár)
- Magukra maradtak; Magvető, Bp., 1986 (Rakéta regénytár)
- Önéletrajz. Novellák, rádiójátékok; Magvető, Bp., 1989
- Huzatban; Magvető, Bp., 1992
- Tépett füzetlapok. Válogatott novellák; vál., szerk. Domokos Mátyás; Századvég, Bp., 1992 (Literatura)
- A pálya szélén; utószó Tarján Tamás; Magyar Hírlap–Maecenas, Bp., 1993 (Heti klasszikusok)
- Budapesti legendák; Városháza, Bp., 1994 (Az én Budapestem)

### Posztumusz
- Harminc novella. A szerző válogatása életművéből; Trikolor–Intermix, Budapest–Nagyvárad, 1995 (Örökségünk)
- A légyvadász. Novellák; sajtó alá rend., szerk. Domokos Mátyás; Osiris, Budapest, 1996 (Osiris könyvtár Irodalom)
- A pálya elején. Az első novellák, 1942–1944; utószó Rónay László; Új Ember, Budapest, 1998
- Francia kulcs / A huszonegyedik utca; Holnap, Budapest, 2000 (Mándy Iván művei)
- Novellák 1-3.; összeáll., szöveggond. Kiss Bori, Pádár Eszter; Palatinus, Bp., 2003 (Mándy Iván művei)
- Boldog békeidők. Képes üdvözlőkártyák, 1890–1914; előszó Mándy Iván, képaláírások, utószó Gyökér István, szerk. Rappai Zsuzsa; Corvina, Bp., 2004.
- Elbeszélések, kisregények; összeáll., szöveggond. Kiss Bori, Pádár Eszter; Palatinus, Bp., 2004 (Mándy Iván művei)
- Regények; összeáll. Kiss Bori, Pádár Eszter; Palatinus, Bp., 2005 (Mándy Iván művei)
- Hangjátékok; szöveggond. Ugrin Aranka, szerk., utószó Kopányi György; Palatinus, Bp., 2007 (Mándy Iván művei)
- Drámák; Palatinus, Budapest, 2008 (Mándy Iván művei)
- Ma este Gizi énekel. Novellák és karcolatok; összegyűjt., sajtó alá rend., előszó Urbán László; Argumentum, Bp., 2013
- Mándy Iván válogatott levelezése; szerk., jegyz. Darvasi Ferenc; Magvető, Bp., 2018
- Ciklon. Válogatott novellák; szerk., tan. Darvasi Ferenc; Magvető, Bp., 2018
- "Szeretve tisztelt főcsatár". Mándy Iván válogatott levelezése; vál., sajtó alá rend., utószó, jegyz. Darvasi Ferenc; Magvető, Bp., 2018
- Sándor Pál: Régi idők focija. Mándy Iván A pálya szélén című műve alapján; összeáll., szerk. Márkus István; Csorba Győző Könyvtár, Pécs, 2019 (Könyvtármozi füzetek)

### Mándy Iván művei(1984–1993)
Mándy Iván művei; Magvető, Bp., 1984–1993
- Lélegzetvétel nélkül; 1984
- Francia kulcs / A huszonegyedik utca / A pálya szélén. Regények; 1985
- Mi az, öreg? / Zsámboky mozija / Régi idők mozija; 1986
- Előadók, társszerzők / Mi van Verával? / Arnold, a bálnavadász; 1987
- Egy ember álma / Álom a színházról / A locsolókocsi; 1988
- A csőszház / Egy festő ifjúsága / Séta a ház körül / Ha köztünk vagy, Holman Endre; 1990
- Csutak színre lép / Csutak és a szürke ló / Csutak a mikrofon előtt / Csutak és Gyáva Dezső; 1993

## Filmjei

### Forgatókönyvíróként
- Csutak és a szürke ló Kézdi-Kovács Zsolttal (1962)
- Ketten haltak meg (1966)
- 7 kérdés a szerelemről (és 3 alkérdés) (1969)
- Sziget a szárazföldön (1968)
- Lányarcok tükörben (1972)
- Régi idők focija (1973)
- A locsolókocsi (1974)
- Csutak a mikrofon előtt (1977)
- Szabadíts meg a gonosztól (1979)

### Színészként
- Találkozás (1963)
- Szerelmesfilm (1970)
- Tűzoltó utca 25. (1973)

## Díjai, elismerései
- Baumgarten-díj (1948)
- József Attila-díj (1969)
- Déry Tibor-díj (1985)
- Kossuth-díj (1988)
- Getz Corporation-díj (1991)
- Robert A. Pritzker magyar nyelvű életműdíja (1991)
- Budapest díszpolgára (1992)
- Az Év Könyve jutalom (1992)
- A Soros Alapítvány életműdíja (1992)
- Márai Sándor-díj (1996)

## Származása
| Mándy Iván (Budapest, 1918. dec. 23.– Budapest, 1995. okt. 6.) | Apja: Mándy Gyula (Dunaföldvár, 1889. okt. 23. – ?) hírlapíró               | Apai nagyapja: Mándy Lajos (Mánd, 1859. febr. 15.– Budapest, 1921. dec. 8.) posta- és távirda-főfelügyelő           | Apai nagyapai dédapja: Mándy György        |
| Mándy Iván (Budapest, 1918. dec. 23.– Budapest, 1995. okt. 6.) | Apja: Mándy Gyula (Dunaföldvár, 1889. okt. 23. – ?) hírlapíró               | Apai nagyapja: Mándy Lajos (Mánd, 1859. febr. 15.– Budapest, 1921. dec. 8.) posta- és távirda-főfelügyelő           | Apai nagyapai dédanyja: Tarpai Borbála     |
| Mándy Iván (Budapest, 1918. dec. 23.– Budapest, 1995. okt. 6.) | Apja: Mándy Gyula (Dunaföldvár, 1889. okt. 23. – ?) hírlapíró               | Apai nagyanyja: Reitter Celesztin (Dunaföldvár, 1864. febr. 6.– Budapest, 1914. okt. 11.)                           | Apai nagyanyai dédapja: Reitter József     |
| Mándy Iván (Budapest, 1918. dec. 23.– Budapest, 1995. okt. 6.) | Apja: Mándy Gyula (Dunaföldvár, 1889. okt. 23. – ?) hírlapíró               | Apai nagyanyja: Reitter Celesztin (Dunaföldvár, 1864. febr. 6.– Budapest, 1914. okt. 11.)                           | Apai nagyanyai dédanyja: Erneszt Zsuzsanna |
| Mándy Iván (Budapest, 1918. dec. 23.– Budapest, 1995. okt. 6.) | Anyja: Alfay Ilona Mária (Tasnád, 1891. júl. 28.– Budapest, 1964. dec. 27.) | Anyai nagyapja: dr. Alfay Zoltán Jenő (Tasnád, 1862. jan. 8.– Budapest, 1920. ápr. 2.) posta- és távirda-főigazgató | Anyai nagyapai dédapja: Alfai Sámuel       |
| Mándy Iván (Budapest, 1918. dec. 23.– Budapest, 1995. okt. 6.) | Anyja: Alfay Ilona Mária (Tasnád, 1891. júl. 28.– Budapest, 1964. dec. 27.) | Anyai nagyapja: dr. Alfay Zoltán Jenő (Tasnád, 1862. jan. 8.– Budapest, 1920. ápr. 2.) posta- és távirda-főigazgató | Anyai nagyapai dédanyja: Balogh Anna       |
| Mándy Iván (Budapest, 1918. dec. 23.– Budapest, 1995. okt. 6.) | Anyja: Alfay Ilona Mária (Tasnád, 1891. júl. 28.– Budapest, 1964. dec. 27.) | Anyai nagyanyja: Koncz Karolina (Cegléd, 1870. szept. 7. – ?)                                                       | Anyai nagyanyai dédapja: Koncz István      |
| Mándy Iván (Budapest, 1918. dec. 23.– Budapest, 1995. okt. 6.) | Anyja: Alfay Ilona Mária (Tasnád, 1891. júl. 28.– Budapest, 1964. dec. 27.) | Anyai nagyanyja: Koncz Karolina (Cegléd, 1870. szept. 7. – ?)                                                       | Anyai nagyanyai dédanyja: Kiss Lídia       |

## Ajánlott irodalom
- Mándy Iván 75 éves. Ajánló bibliográfia gyerekeknek; összeáll. Nagy Zoltánné; Megyei Könyvtár, Debrecen, 1993
- Erdődy Edit: Mándy Iván. (Kortársaink). Budapest, Balassi, 1992, 111 p.
- Domokos Mátyás – Lengyel Balázs (szerk.): A pálya szélén. In memoriam Mándy Iván. Budapest, Nap, 1997, 342 p.
- Holmi, 1996/4. (Mándy-emlékszám)
- Hózsa Éva: A novella új neve, Fórum Könyvkiadó, 2003.
- Mándy és a kísértetek, in: Balassa Péter: Észjárások és formák, Budapest, Tankönyvkiadó
- Szabadíts meg a gonosztól. Mándy Iván és Sándor Pál filmje (ötlettől a filmig). Budapest, Magvető, 1980
- Ki kicsoda a magyar irodalomban? Tárogató könyvek ISBN 963-8607-10-6
- Ki kicsoda a magyar irodalomban? Könyvkuckó Kiadó Budapest, 1999 ISBN 9-638157-91-7
- Hózsa Éva: A novella új neve. Mándy Iván novelláinak tipológiája és szövegközi értelmezése; Forum, Újvidék, 2003
- Sághy Miklós: A fény retorikája. A technikai képek szerepe Mándy Iván és Mészöly Miklós munkáiban; Tiszatáj Alapítvány, Szeged, 2009 (Tiszatáj könyvek)
- Darvasi Ferenc: Köztünk vagy. Beszélgetések Mándy Ivánról; Corvina, Bp., 2015